# Practica geometriae
La Practica Geometriae di Leonardo Fibonacci è un importante trattato sulla pratica della geometria in lingua latina.
L'opera, che fu pubblicata tra il 1220 e il 1221, si apre con un'epistola di dedica a Domenico Ispano, importante personaggio della corte di Federico II, del quale tuttavia si hanno scarse notizie.
All'epistola segue un'introduzione in cui sono elencate alcune definizioni tratte dagli Elementi di Euclide e in cui sono illustrate le unità di misura in vigore nella Pisa dell'epoca. 
Il fulcro dell'opera è infine ripartito in otto distinctiones concernenti il calcolo delle aree delle figure piane, l’estrazione delle radici quadrate e cubiche, la divisione delle superfici regolari, la determinazione del volume di diversi solidi, alcuni problemi di determinazione di altezze e distanze e, infine, alcune questioni di natura teorica.

## Storia editoriale
La prima edizione a stampa della Practica Geometriae è stata curata da Baldassarre Boncompagni Ludovisi, che nel 1862 ne pubblicò il testo secondo la lezione del manoscritto Urb. Lat. 292 della Biblioteca Apostolica Vaticana. Fondandosi su questa edizione ottocentesca, di recente Barnabas Hughes ha pubblicato la prima traduzione integrale dell'opera in lingua inglese.